# Дибровное (Полтавская область)
Дубровное (укр. Дібрівне) — село,
Погарщинский сельский совет,
Лохвицкий район,
Полтавская область,
Украина.
Код КОАТУУ — 5322685302. Население по переписи 2001 года составляло 207 человек.

## Географическое положение
Село Дубровное находится на одном из истоков реки Артополот,
ниже по течению на расстоянии в 1,5 км расположено село Погарщина.